# Aciphylla
Aciphylla is een geslacht uit de schermbloemenfamilie (Apiaceae). Het geslacht telt ongeveer veertig soorten die voorkomen in Zuidoost-Australië en Nieuw-Zeeland. Kenmerkend voor veel soorten zijn de hoge bloeitrossen, omringd door rozetten van stijve puntige bladeren. 

## Soorten
- Aciphylla anomala Allan
- Aciphylla aurea W.R.B.Oliv.
- Aciphylla cartilaginea Petrie
- Aciphylla colensoi Hook.f.
- Aciphylla congesta Cheeseman
- Aciphylla crenulata J.B.Armstr.
- Aciphylla crosby-smithii Petrie
- Aciphylla cuthbertiana Petrie
- Aciphylla dieffenbachii (F.Muell.) Kirk
- Aciphylla dissecta (Kirk) W.R.B.Oliv.
- Aciphylla divisa Cheeseman
- Aciphylla dobsonii Hook.f.
- Aciphylla ferox W.R.B.Oliv.
- Aciphylla flexuosa W.R.B.Oliv.
- Aciphylla glacialis (F.Muell.) Benth.
- Aciphylla glaucescens W.R.B.Oliv.
- Aciphylla hectori Buchanan
- Aciphylla hookeri Kirk
- Aciphylla horrida W.R.B.Oliv.
- Aciphylla indurata Cheeseman
- Aciphylla inermis W.R.B.Oliv.
- Aciphylla kirkii Buchanan
- Aciphylla latibracteata W.R.B.Oliv.
- Aciphylla lecomtei J.W.Dawson
- Aciphylla leighii Allan
- Aciphylla lyallii Hook.f.
- Aciphylla monroi Hook.f.
- Aciphylla montana J.B.Armstr.
- Aciphylla multisecta Cheeseman
- Aciphylla pinnatifida Petrie
- Aciphylla polita (Kirk) Cheeseman
- Aciphylla poppelwellii Petrie
- Aciphylla scott-thomsonii Cockayne & Allan
- Aciphylla similis Cheeseman
- Aciphylla simplex Petrie
- Aciphylla simplicifolia (F.Muell.) Benth.
- Aciphylla spedenii Cheeseman
- Aciphylla squarrosa J.R.Forst. & G.Forst.
- Aciphylla stannensis J.W.Dawson
- Aciphylla subflabellata W.R.B.Oliv.
- Aciphylla takahea W.R.B.Oliv.
- Aciphylla traillii Kirk
- Aciphylla traversii (F.Muell.) Hook.f.
- Aciphylla trifoliolata Petrie
- Aciphylla verticillata W.R.B.Oliv.

Aciphylla aurea
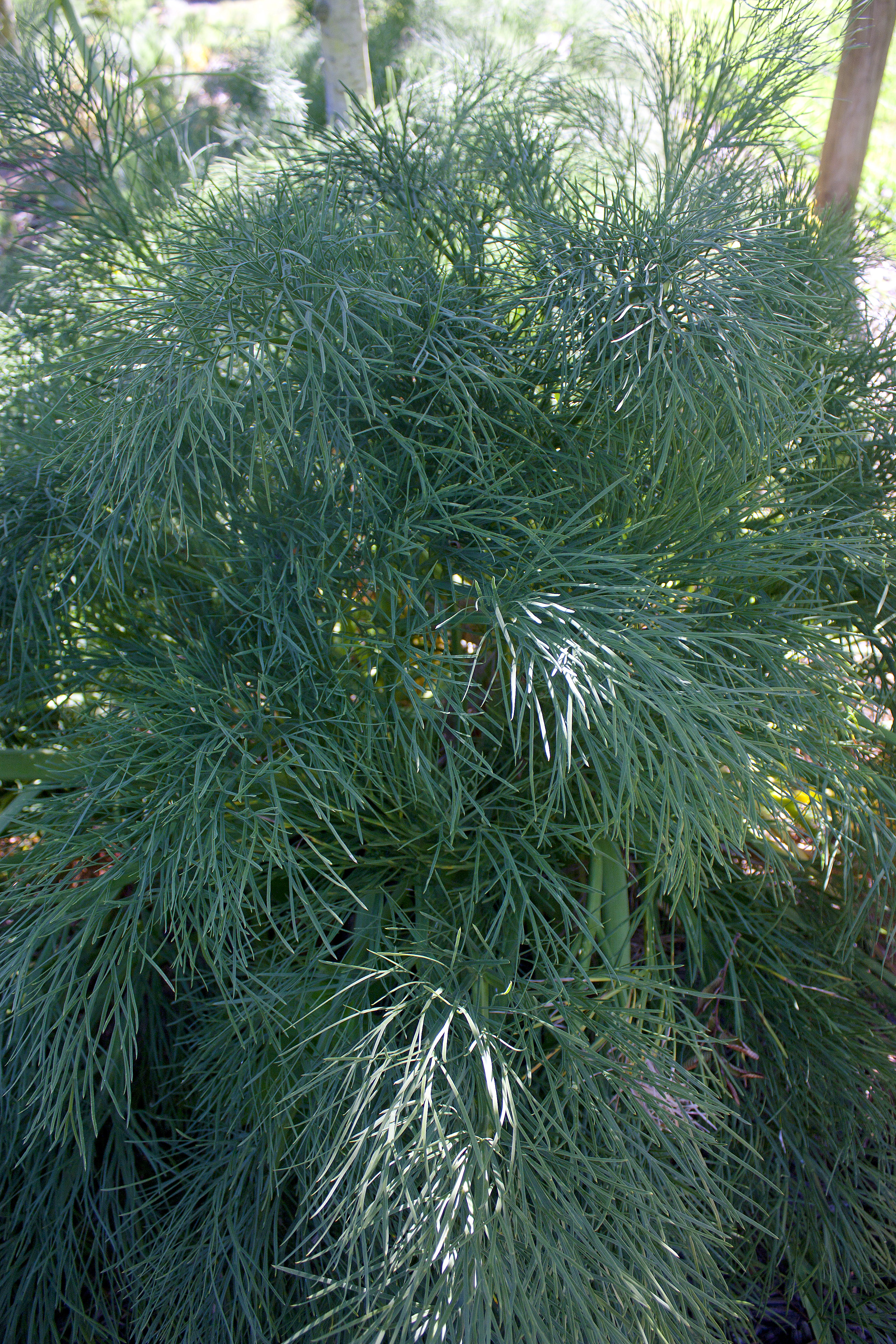
Aciphylla dieffenbachii
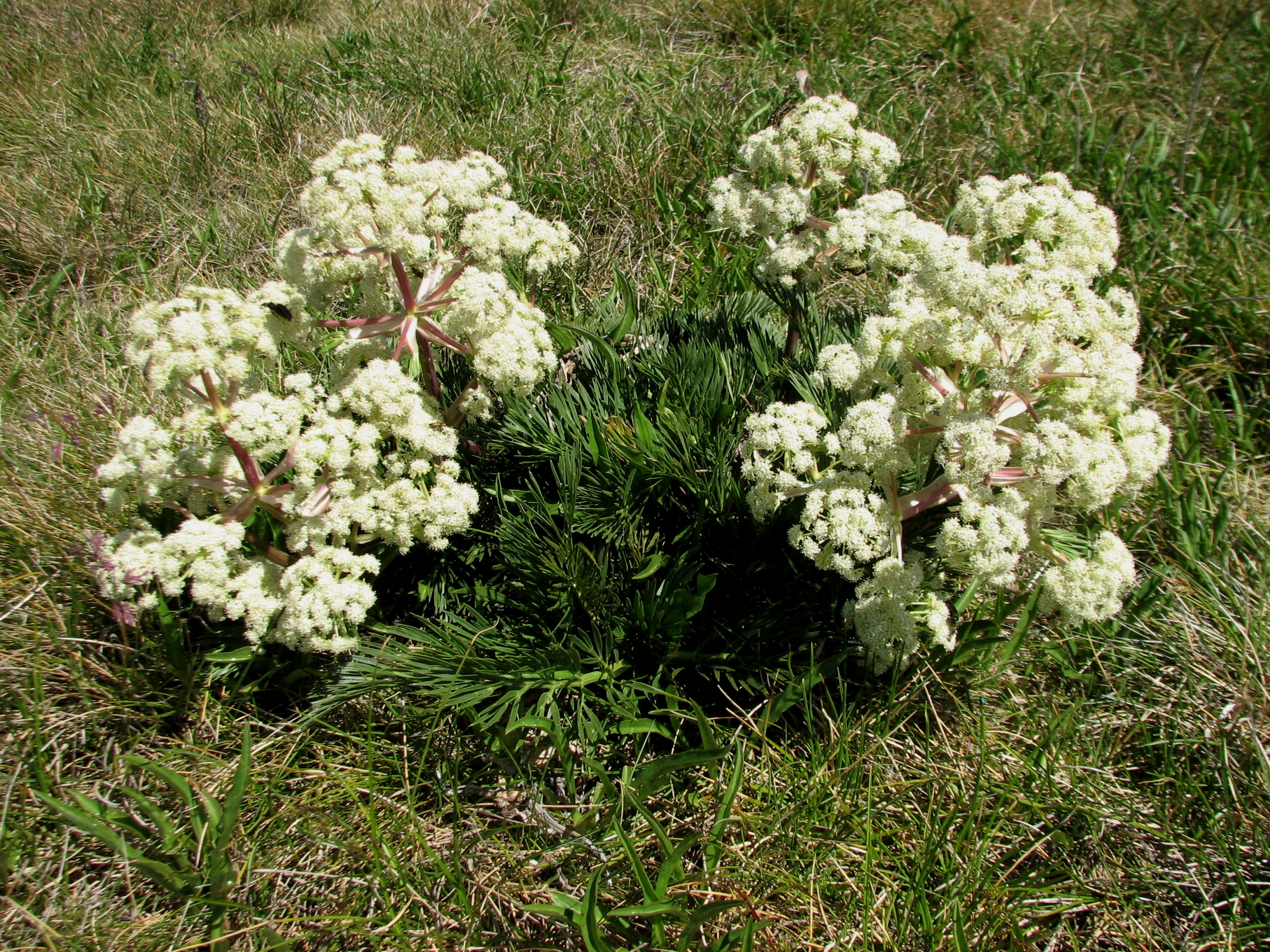
Aciphylla glacialis
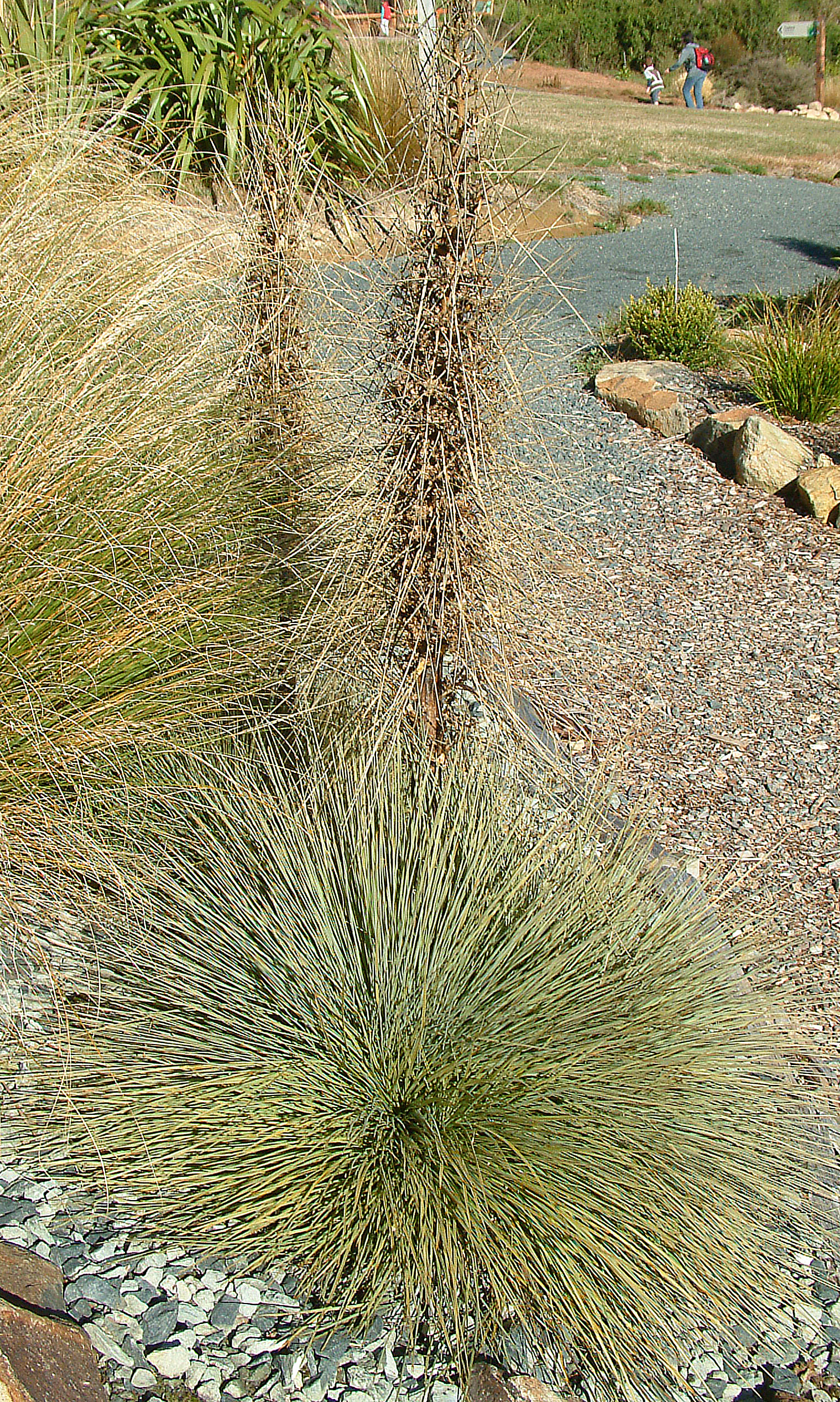
Aciphylla glaucescens
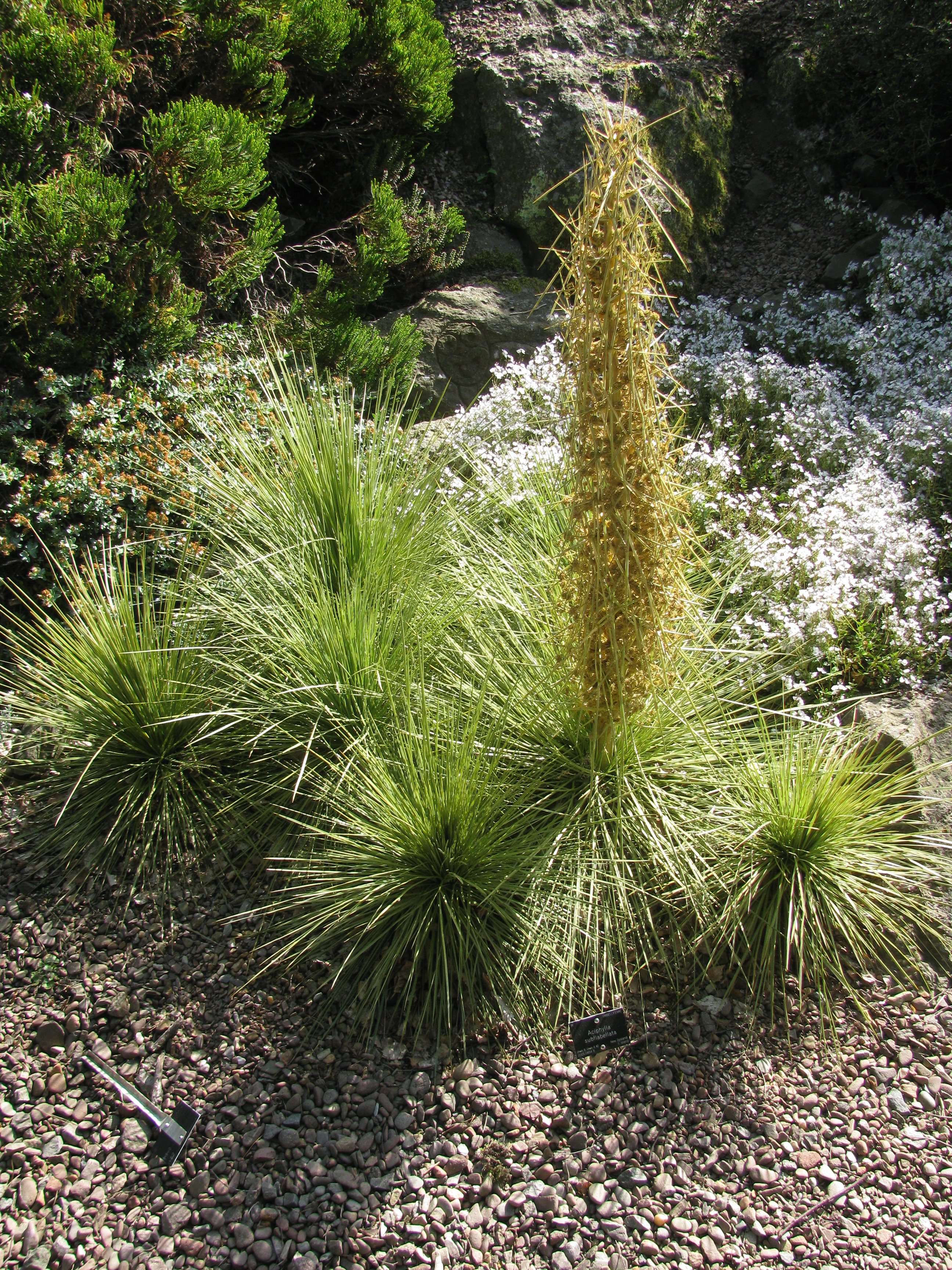
Aciphylla subflabellata

... · 
Aciphylla · 
Actinotus · 
Aegopodium · 
Aethusa · 
Ammi (Akkerscherm) · 
Anethum · 
Angelica (Engelwortel) · 
Anisotome · 
Anthriscus (Kervel) · 
Apium (Moerasscherm) · 
Artedia · 
Astrantia (Sterrenscherm) · 
Athamanta · 
Azorella · 
Berula · 
Bifora · 
Bunium · 
Bupleurum (Goudscherm) · 
Carum (Karwij) · 
Caucalis · 
Chaerophyllum (Ribzaad) · 
Cicuta · 
Conium · 
Conopodium · 
Coriandrum · 
Crithmum · 
Cuminum · 
Daucus · 
Eryngium (Kruisdistel) · 
Falcaria · 
Ferula · 
Foeniculum · 
Heracleum (Berenklauw) · 
Levisticum · 
Myrrhis · 
Oenanthe (Torkruid) · 
Orlaya · 
Pastinaca (Pastinaak) · 
Petroselinum (Peterselie) · 
Peucedanum (Varkenskervel) · 
Pimpinella (Bevernel) · 
Pycnocycla ·
Sanicula · 
Scandix · 
Selinum · 
Silaum · 
Sium · 
Smyrnium (Zwarte kervel) · 
Steganotaenia · 
Thapsia · 
Thaspium · 
Thecocarpus · 
Tiedemannia · 
Tilingia · 
Torilis (Doornzaad) · 
Xanthosia · 
...